# Villa Seca
Villa Seca är en ort i kommunen Otzolotepec i delstaten Mexiko i Mexiko. Samhället hade 2 319 invånare vid folkräkningen 2020.